# Say Goodbye (Chris Brown)
Say Goodbye è il quarto singolo di Chris Brown, uscito il 21 luglio del 2006. Il brano è stato pubblicato come singolo solo negli Stati Uniti e nel Regno Unito.

## Informazioni
La canzone fa parte della colonna sonora del film Step Up. Ha debuttato nella Billboard Hot 100 alla posizione n.10, diventando il terzo singolo dell'artista ad entrare in top 10.
È stato realizzato un remix con Juelz Santana e Bow Wow.

## Posizioni in classifica
| Classifica                      | Posizione massima |
| ------------------------------- | ----------------- |
| Billboard Hot 100               | 10                |
| Billboard Hot R&B/Hip-Hop Songs | 1                 |
| Billboard Pop 100               | 17                |